# مایکل مادل
مایکل مادل (انگلیسی: Michael Madl؛ زادهٔ ۲۱ مارس ۱۹۸۸) بازیکن فوتبال اهل اتریش است.
از باشگاه‌هایی که در آن بازی کرده است می‌توان به باشگاه فوتبال اشتورم گراتس، باشگاه فوتبال وینر نویشتات، باشگاه فوتبال فولام، و باشگاه فوتبال آستریا وین اشاره کرد.
وی همچنین در تیم‌های ملی فوتبال زیر ۲۱ سال اتریش، و اتریش بازی کرده است.